# Artur Warzocha
Artur Ryszard Warzocha (ur. 11 listopada 1969 w Piotrkowie Trybunalskim) – polski polityk i samorządowiec, w latach 2006–2007 pierwszy wicewojewoda śląski, senator IX kadencji.

## Życiorys
Ukończył studia na Wydziale Pedagogicznym Wyższej Szkoły Pedagogicznej w Częstochowie, odbył też studia podyplomowe w Szkole Głównej Handlowej w Warszawie. Został nauczycielem akademickim w Instytucie Nauk Politologicznych częstochowskiej Akademii im. Jana Długosza.
Od drugiej połowy lat 90. pełnił różne funkcje w administracji publicznej. Był rzecznikiem prasowym ostatniego wojewody częstochowskiego, Szymona Giżyńskiego (1997–1998), asystentem politycznym w KPRM (1999–2000), doradcą wojewody śląskiego (2000–2001), wicedyrektorem częstochowskiego Ośrodka Doradztwa Rolniczego w Częstochowie (2001–2003). Przez niespełna dwa lata (od stycznia 2006 do listopada 2007) sprawował urząd pierwszego wicewojewody śląskiego. Następnie podjął pracę w Najwyższej Izbie Kontroli. Publikował felietony prasowe m.in. w tygodnikach „Niedziela” oraz „Gazeta Częstochowska”.
Był działaczem Akcji Wyborczej Solidarność i Ruchu Społecznego AWS. Później przystąpił do Prawa i Sprawiedliwości. W 1998 i w 2002 był wybierany na radnego Częstochowy. W 2009 bez powodzenia kandydował do Parlamentu Europejskiego. W 2010 uzyskał mandat radnego sejmiku śląskiego IV kadencji.
W 2011 bezskutecznie z ramienia PiS ubiegał się o mandat senatora. W 2014 był kandydatem Prawa i Sprawiedliwości w wyborach samorządowych 2014 na urząd prezydenta Częstochowy, nie został wybrany na to stanowisko. W wyborach parlamentarnych w 2015 ponownie z ramienia PiS wystartował do Senatu w okręgu wyborczym nr 69, uzyskując tym razem mandat senatora IX kadencji. W 2018 po raz kolejny został kandydatem swojego ugrupowania na prezydenta Częstochowy w wyborach samorządowych, nie uzyskał jednak wyboru na tę funkcję. W 2019 nie został wybrany na kolejną kadencję Senatu. W listopadzie tego samego roku został natomiast powołany na stanowisko wiceprezesa Kasy Rolniczego Ubezpieczenia Społecznego. Od września 2020 był stanowisko prezesem zarządu spółki Tauron Nowe Technologie. W styczniu 2022 powołany w skład zarządu przedsiębiorstwa Tauron Polska Energia; odwołano go z tego stanowiska w lutym 2024. Był też członkiem rady Polskiej Fundacji Narodowej. W 2023 kandydował z ramienia PiS do Sejmu. W 2024 ponownie wybrany na radnego Częstochowy.